# ATP Challenger Tour 2009
Navigation
Saison 2008 Saison 2010
La saison 2009 de l'ATP Challenger Tour, circuit secondaire du tennis professionnel, comprend 162 tournois. Cet article regroupe la liste de ces tournois et leurs vainqueurs et finalistes en simple et en double.
Le joueur le plus titré de cette saison en simple est Horacio Zeballos avec cinq victoires. En double, il s'agit de Travis Rettenmaier qui compte sept trophées.

## Palmarès

### Simple messieurs
| Date       | Nom et lieu du tournoi                       | Dotation     | Surface      | Vainqueur        | Finaliste             |
| 5 janvier  | Prime Cup Aberto de São Paulo, São Paulo     | 125 000 $ +H | Dur (ext.)   | Ricardo Mello    | Paul Capdeville       |
| 5 janvier  | Internationaux de Nouvelle-Calédonie, Nouméa | 75 000 $ +H  | Dur (ext.)   | Brendan Evans    | Florian Mayer         |
| 12 janvier | Challenger Salinas Diario Expreso, Salinas   | 35 000 $ +H  | Dur (ext.)   | Santiago Giraldo | Michael Russell       |
| 19 janvier | Challenger ATP Iquique, Iquique              | 35 000 $ +H  | Terre battue | Máximo González  | Guillermo Hormazábal  |
| 26 janvier | Heilbronn Open, Talheim                      | 85 000 € +H  | Dur (int.)   | Benjamin Becker  | Karol Beck            |
| 26 janvier | Carson Challenger, Carson                    | 50 000 $     | Dur (ext.)   | Wayne Odesnik    | Scoville Jenkins      |
| 2 février  | Wrocław Open, Wrocław                        | 106 500 $ +H | Dur (int.)   | Michael Berrer   | Alexander Kudryavtsev |